# Яки Кадафи
Яки Кадафи (англ. Yaki Kadafi; 9 октября 1977, Бронкс — 10 ноября 1996, Нью-Джерси) — американский музыкант, рэпер, автор песен, участник объединения Outlawz.
Был единственным свидетелем покушения на Тупака Шакура, который видел убийцу рэпера.

## Биография
Яки Кадафи родился в Бронксе 9 октября 1977 года, настоящее имя — Yafeu Akiyele Fula. Его родители, мать Яасмин Фула (Yaasmyn Fula) и отец Секоу Одинга (Sekou Odinga), гордились своими африканскими корнями и поэтому назвали сына Яфью (Yafeu), что в переводе с ганского языка Фанти означает «смелый». Новое имя Яки выбрал себе в честь ливийского главнокомандующего Муаммара аль-Каддафи. Был членом группы Outlawz (Outlawz Immortalz, Dramacydal).
Кадафи начинает музыкальную карьеру в Нью-Джерси, читая рэп в клубах. В то время он стал известен под псевдонимом Young Hollywood. Яки Кадафи познакомился с Тупаком Шакуром через родителей ещё в детстве. Их родители познакомились в конце 70-х годов на митингах за права чернокожих.
Однажды в Нью-Джерси, встретив своего друга детства Наполеона (Napoleon), Яки Кадафи узнал, что Тупак собирает группу Dramacydal, в которой будут участвовать его близкие друзья. Яки вступил в группу и участвовал во всех последующих релизах Тупака, в том числе диссах на The Notorious B.I.G. и в ключевых треках посмертного альбома Тупака — «The Don Killuminati: The 7 Day Theory».

### Гибель
Яки Кадафи был единственным свидетелем убийства Тупака, способным опознать его убийцу. Но спустя два месяца после убийства Тупака, 10 ноября 1996 года, тело Яки Кадафи было найдено на лестничной площадке третьего этажа многоквартирного дома по 325 Меканик-стрит в Нью-Джерси. Сообщалось, что он был в гостях у своей подруги в Нью-Джерси, когда в него попала пуля. Как выяснила полиция, Яки убил двоюродный брат его друга Наполеона, Родди. Он дал показания, что, будучи пьян, на вечеринке он держал в руках ружье, которое случайно выстрелило в Яки. Рана была смертельной.

### Личная жизнь
Фула вырос в семье из семи братьев и сестер и матери-одиночки. Фула встречался с Лави Джонсон на момент убийства. Джонсон забеременела от Фула (две дочери), но он умер до их рождения.

## Память
В 2004 году семьей и родственниками Кадафи был выпущен его первый, и по сей день единственный альбом, — «Son Rise Vol.1».

## Дискография
- 2004: «Son Rise Vol. 1»